# Kardynałowie z nominacji Honoriusza IV
Papież Honoriusz IV (1285–1287) mianował tylko jednego kardynała.

## Konsystorz 22 grudnia 1285
1. Giovanni Boccamazza, arcybiskup Monreale i kuzyn papieża – kardynał biskup Tusculum, zm. 10 sierpnia 1309